# Stoffel Vandoorne
Stoffel Jacques Luc Vandoorne (Courtrai, 26 marzo 1992) è un pilota automobilistico belga, pilota della McLaren in Formula 1 dal 2016 al 2018. Nel 2022 si laurea campione del mondo di Formula E con il team Mercedes EQ.
Prima di iniziare la carriera in Formula 1, è stato vincitore del Campionato Mondiale di GP2 nel 2015 con il team ART Grand Prix. Attualmente corre in Formula E, oltre a essere collaudatore di McLaren e Aston Martin in Formula 1.

## Carriera

### Kart
Nato a Courtrai, Vandoorne iniziò la sua carriera nei kart nel 1998 all'età di sei anni e dieci anni più tardi vinse il campionato belga KF2. Nel 2009 concluse secondo alla CIK-FIA World Cup nella categoria KF2.
Nel 2010, Vandoorne si spostò sulle monoposto, correndo nel campionato francese della F4 Eurocup 1.6 francese. Vinse la serie al primo tentativo, ottenendo sei vittorie e tre arrivi a podio.
Nel 2011 si spostò nell'Eurocup Formula Renault 2.0 con il team KTR di Kurt Mollekens. Concluse 5º, con un podio all'Hungaroring e 8 ulteriori punti ottenuti nel resto della stagione. Partecipò anche alla Formula Renault 2.0 Northern European Cup, dove concluse 3º nella serie con otto podi.
Nel 2012 Vandoorne rimase nell'Eurocup, ma lasciò il KTR per unirsi al team Josef Kaufmann Racing. Vinse il campionato con 10 punti di vantaggio dopo una lunga battaglia con il futuro pilota di Formula 1 Daniil Kvjat. Insieme, i due vinsero 11 delle 14 gare in programma e conclusero avanti più di 100 punti rispetto al 3º classificato. Vandoorne concluse la stagione con quattro vittorie e sei podi. Partecipò anche alla Northern European Cup, dove vinse cinque delle sette gare a cui partecipò e salì sul podio in sei gare.
Nel 2013, Vandoorne corse nella Formula Renault 3.5, rimpiazzando il campione 2012 Robin Frijns alla Fortec Motorsport. Concluse il campionato al secondo posto dietro al giovane pilota McLaren Kevin Magnussen, con quattro vittorie e dieci podi, compresa una vittoria nella sua pista di casa a Spa-Francorchamps.

### GP2 Series
Nel 2014 corse in GP2 con il team ART, condividendo il box con il giapponese Takuya Izawa. Vinse la gara del debutto in Bahrain, ma a questa vittoria seguirono risultati abbastanza deludenti e fuori dai punti, in gara-2 sulla stessa pista e nelle due gare di Barcellona, in Spagna. A Monte Carlo condusse brevemente la caotica gara-1, prima che la strategia lo facesse precipitare indietro; il pilota belga conquistò comunque la vittoria nella gara sprint. Nel resto della stagione Vandoorne ottenne altre tre vittorie e concluse la stagione al secondo posto assoluto, alle spalle del britannico Jolyon Palmer. Nel 2015 il pilota belga rimase in GP2, sempre con il team ART. Vandoorne aprì il campionato con tre pole position e quattro vittorie nelle prime quattro gare, risultati che gli consentirono di guadagnare un consistente vantaggio sui rivali Alexander Rossi e Rio Haryanto. Nel resto della stagione Vandoorne conquistò altre tre vittorie e vinse agevolmente il campionato, con 341,5 punti contro i 181,5 del più vicino inseguitore Rossi.

### Formula 1
Nel febbraio 2013 Vandoorne si unì al programma per giovani piloti della McLaren. Nel gennaio 2014, in contemporanea con il suo ingaggio per il team ART in GP2, fu annunciato il suo ingaggio come pilota di riserva della scuderia inglese. Vandoorne ebbe la possibilità di girare in pista nella prima giornata di test seguenti al Gran Premio d'Austria 2015, a bordo della McLaren MP4-30.

#### 2016

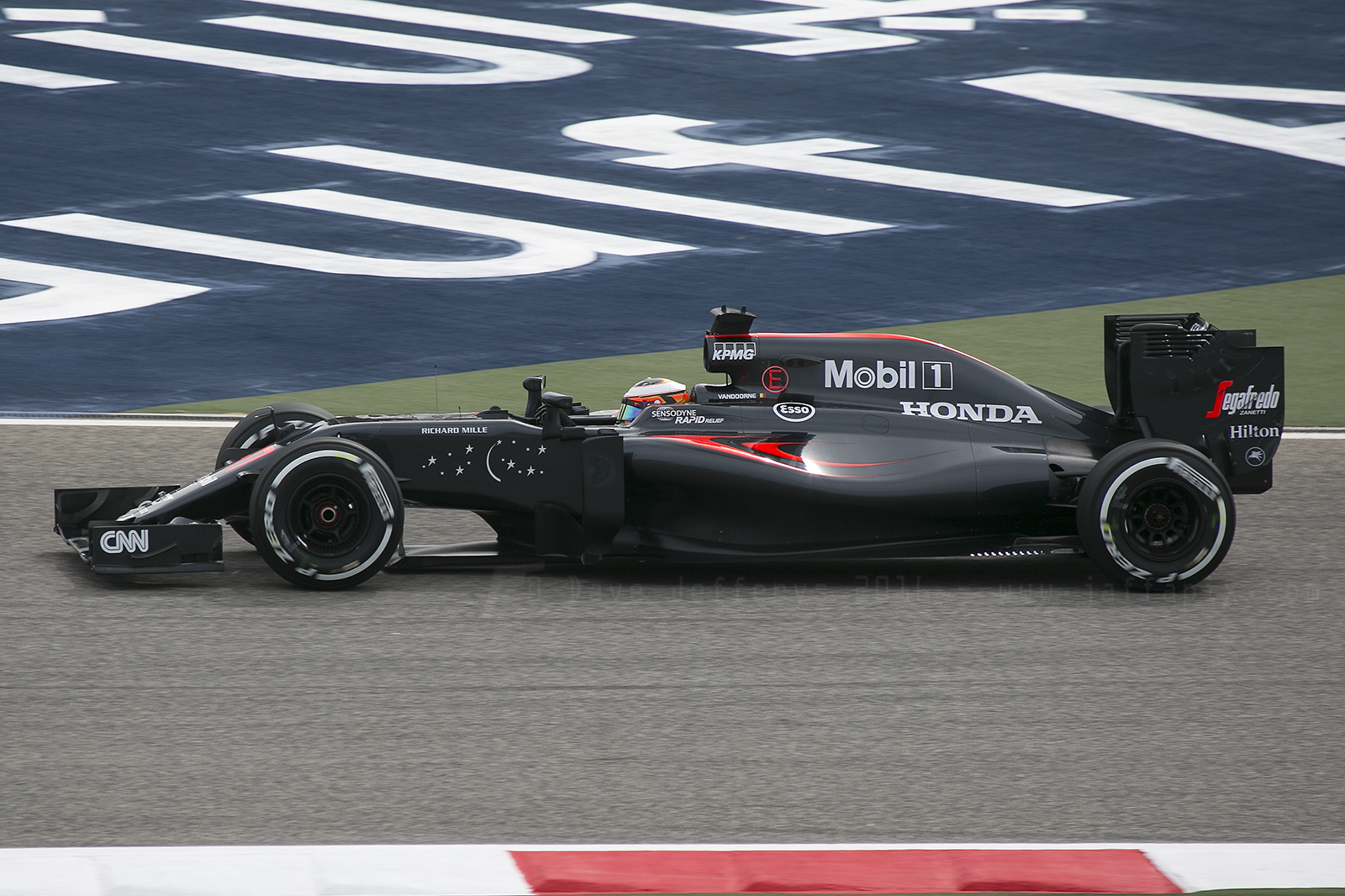
Vandoorne al Gran Premio del Bahrain 2016, la sua prima presenza in Formula 1

Vandoorne debuttò in una gara di Formula 1 in occasione del Gran Premio del Bahrein 2016. Il pilota belga sostituì Fernando Alonso, che soffriva dei postumi di un incidente subito nel precedente Gran Premio d'Australia. Richiamato urgentemente mentre si trovava in Giappone per testare una monoposto di Super Formula, e nonostante non avesse mai provato la McLaren MP4-31, Vandoorne riuscì a battere in qualifica il suo compagno di squadra Jenson Button di un decimo, piazzandosi dodicesimo. In gara, complici numerosi ritiri, Vandoorne riuscì a occupare per buona parte del Gran Premio la nona posizione e a chiudere decimo, conquistando il primo punto della McLaren nella stagione 2016.
Durante i test seguenti al Gran Premio di Spagna Vandoorne tornò al volante della McLaren MP4-31. Nel resto della stagione Vandoorne partecipò al campionato Super Formula, che chiuse in quarta posizione assoluta.

#### 2017

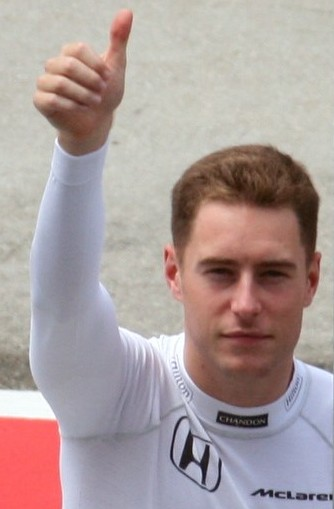
Vandoorne al Gran Premio della Malesia 2017

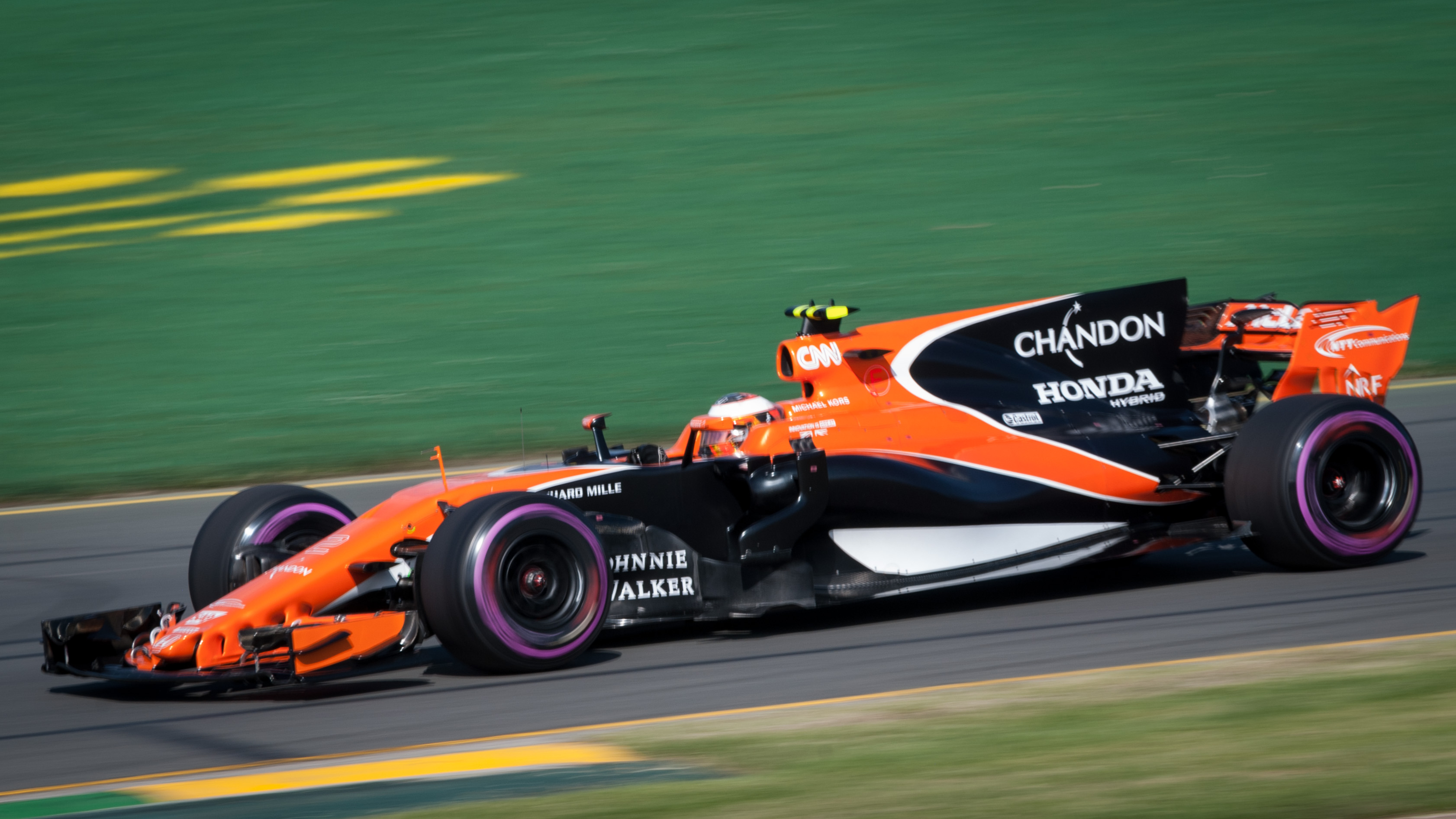
Il belga a bordo della nuova McLaren MCL32

Per la stagione 2017 Vandoorne fu promosso a pilota titolare della McLaren, al fianco dell'esperto Fernando Alonso. Nelle prime dieci gare, anche per via della scarsa competitività e affidabilità della monoposto britannica, il pilota belga non riuscì a ottenere dei piazzamenti a punti, totalizzando anche tre ritiri e una mancata partenza. Vandoorne conquistò il primo risultato utile in Ungheria, dove concluse decimo. Alla vigilia del successivo Gran Premio del Belgio fu annunciato il rinnovo del contratto tra Vandoorne e la scuderia inglese per la stagione 2018.
Nel Gran Premio di Singapore Vandoorne conquistò il miglior risultato stagionale, tagliando il traguardo in settima posizione. Il belga bissò il risultato nel successivo Gran Premio della Malesia, ma nelle ultime gare non riuscì a segnare altri piazzamenti utili; Vandoorne chiuse la stagione al sedicesimo posto, con 13 punti.

#### 2018

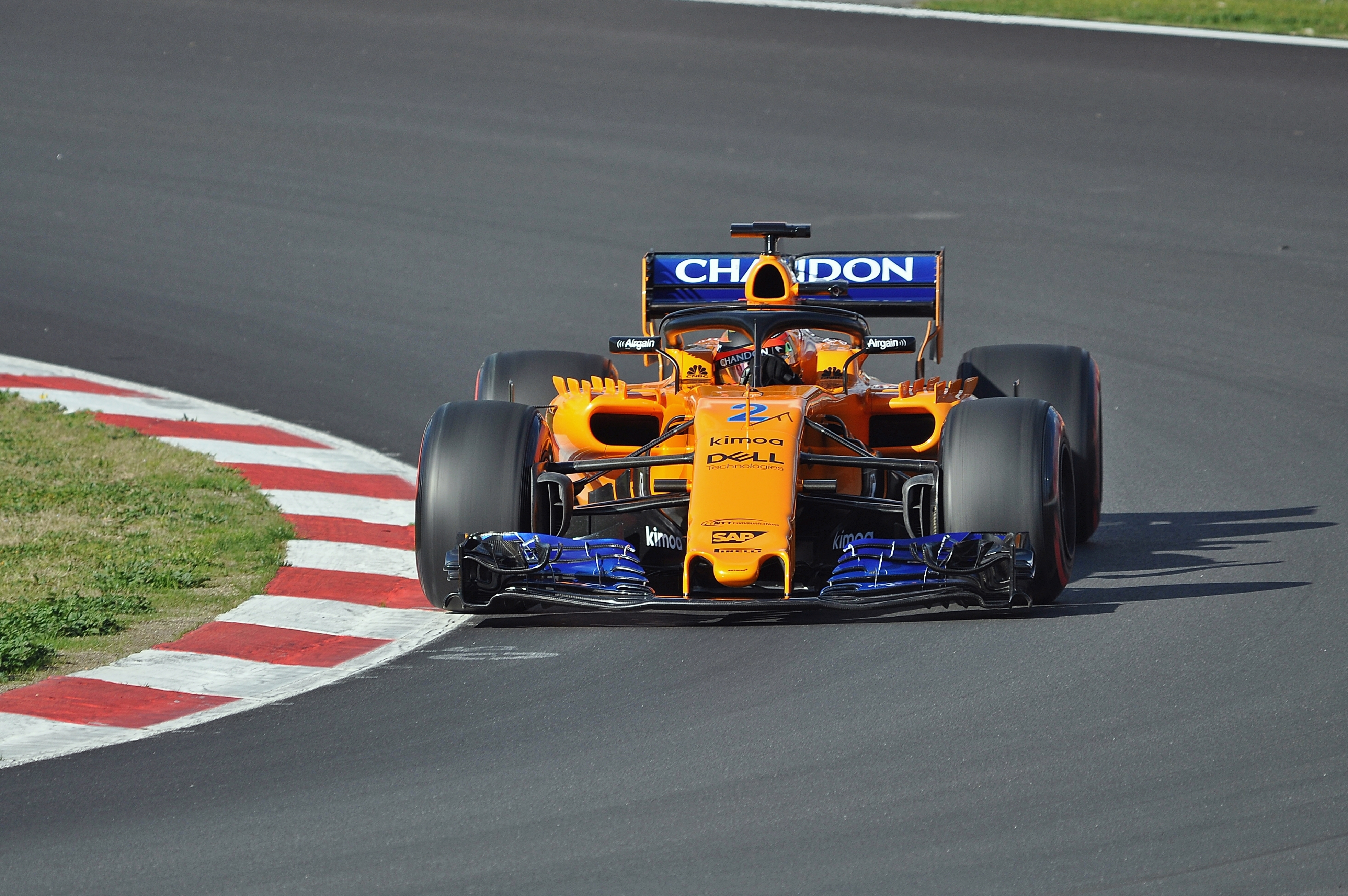
Stoffel mentre testa la MCL33 a Montmélo

Vandoorne comincia il 2018 con un nono posto in Australia e un ottavo in Bahrein, ma in Cina conclude fuori dalla zona punti, 13º. A Baku ottiene un nono posto, mentre in Spagna è costretto al ritiro per un problema meccanico. I gran premi di Monaco, del Canada e di Francia vedono il belga fuori dai punti, ma sempre davanti al compagno di squadra Alonso, costretto al ritiro nelle prime due occasioni, e arrivato 16º nell'ultima. Anche nelle gare successive giunge sempre fuori dalla zona punti, compreso il Gran Premio d'Ungheria, nel quale è costretto al ritiro per via di un guasto meccanico. Torna a punti solo in Messico.
Alla fine della stagione, conclusa al sedicesimo posto con 12 punti, viene annunciato al suo posto l'esordiente Lando Norris.

#### 2019-2023: Terzo pilota e collaudatore
Nel 2019 Vandoorne viene scelto dal team Mercedes come pilota simulatore e nel 2020 viene nominato pilota di riserva del team ma alla fine non è stato scelto come pilota per il Gran Premio di Sakhir dopo che Lewis Hamilton è risultato positivo al COVID-19, gli viene preferito George Russell. Vandoorne partecipa sempre per la Mercedes ai test dei giovani piloti di Abu Dhabi 2020 al fianco del compagno di squadra di Formula E Nyck de Vries. Vandoorne viene confermato anche per le due stagioni seguenti, dividendo il lavoro con de Vries e Nico Hülkenberg.
Per la stagione 2023 il pilota belga lascia la Mercedes (sia in F1 che in FE) per diventare terzo pilota dell'Aston Martin e della McLaren.

### Formula E

#### 2018-2019: HWA Racelab

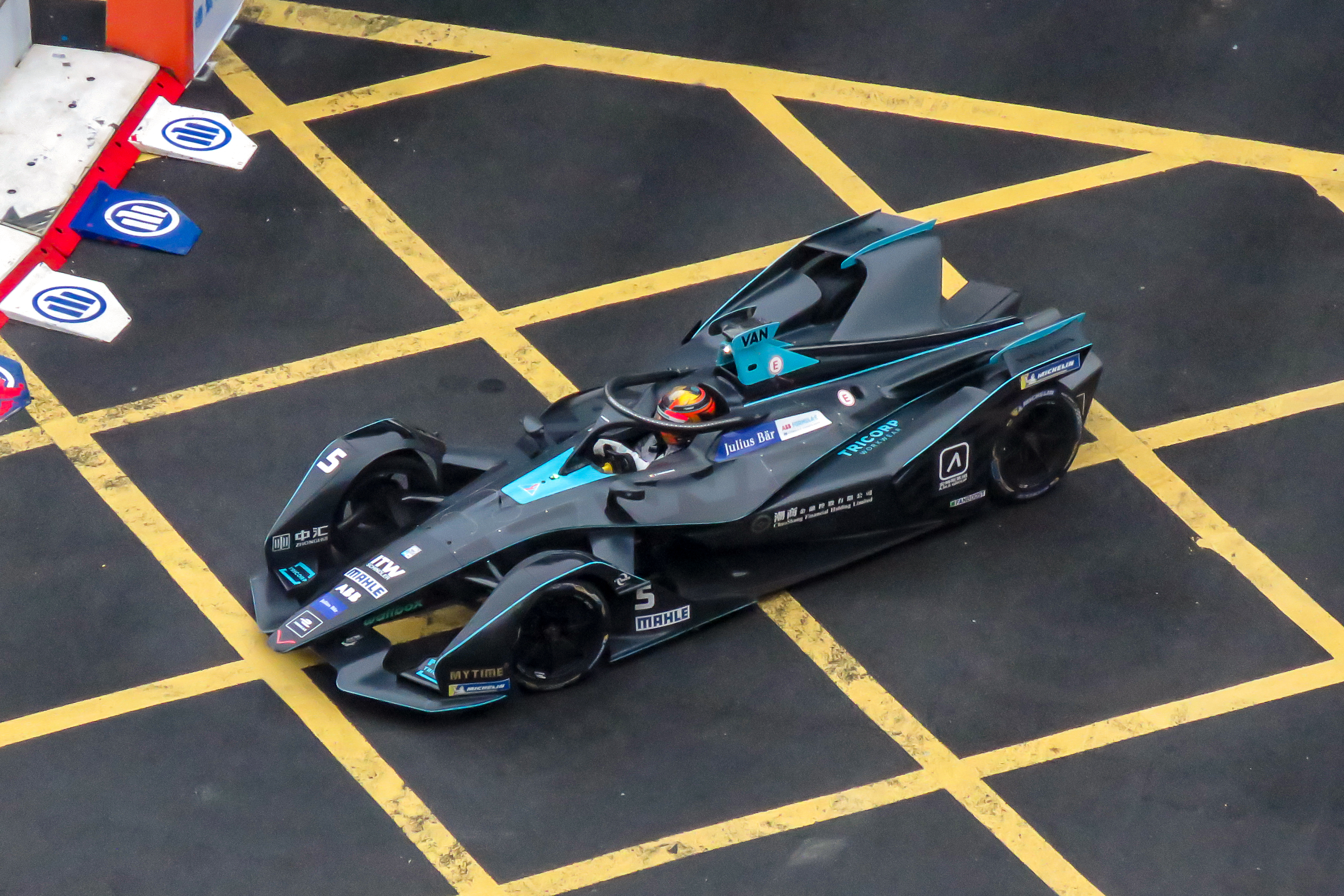
Vandoorne nel 2019 con il team HWA Racelab

Nella stagione 2018-2019 debutta in Formula E gareggiando con il team HWA Racelab. Nella prima gara stagionale a Dirʿiyya finisce 16º. Nelle cinque gare successive si ritira quattro volte, a Marrakech, a Santiago e Sanya per incidente e per problemi elettrici a Hong Kong dove in qualifica aveva conquistato la pole position. Nel E-Prix di Roma finisce terzo dietro a Mitch Evans e André Lotterer, conquistando il suo primo podio nella categoria elettrica. Dopo un altro ritiro per incidente a Parigi nelle ultime cinque gare finisce per quattro volte a punti, chiude la stagione al 16º posto con 35 punti ottenuti.

#### 2019-2022: Mercedes
Per la stagione 2019-2020 viene ingaggiato dalla Mercedes-Benz EQ Formula E Team insieme a Nyck de Vries. La stagione parte bene con due terzi posti a Dirʿiyya e il sesto posto a Santiago che portano Vandoorne in testa al campionato. Nelle due gare successive non conquista punti, poi la Formula E si blocca per la pandemia e riparte a Berlino con sei gare, tutte tenute in agosto. Nelle prime due gare a Berlino arriva 6º e 5º guadagnando punti preziosi, le tre successive non sono fortunate con un ritiro per foratura, un 12º e un 9º posto, ma nell'ultima gara della stagione sempre a Berlino conquista la sua prima vittoria davanti al suo compagno di squadra Nyck de Vries. Chiude la stagione con tre podi e una vittoria e il secondo posto in classifica generale.

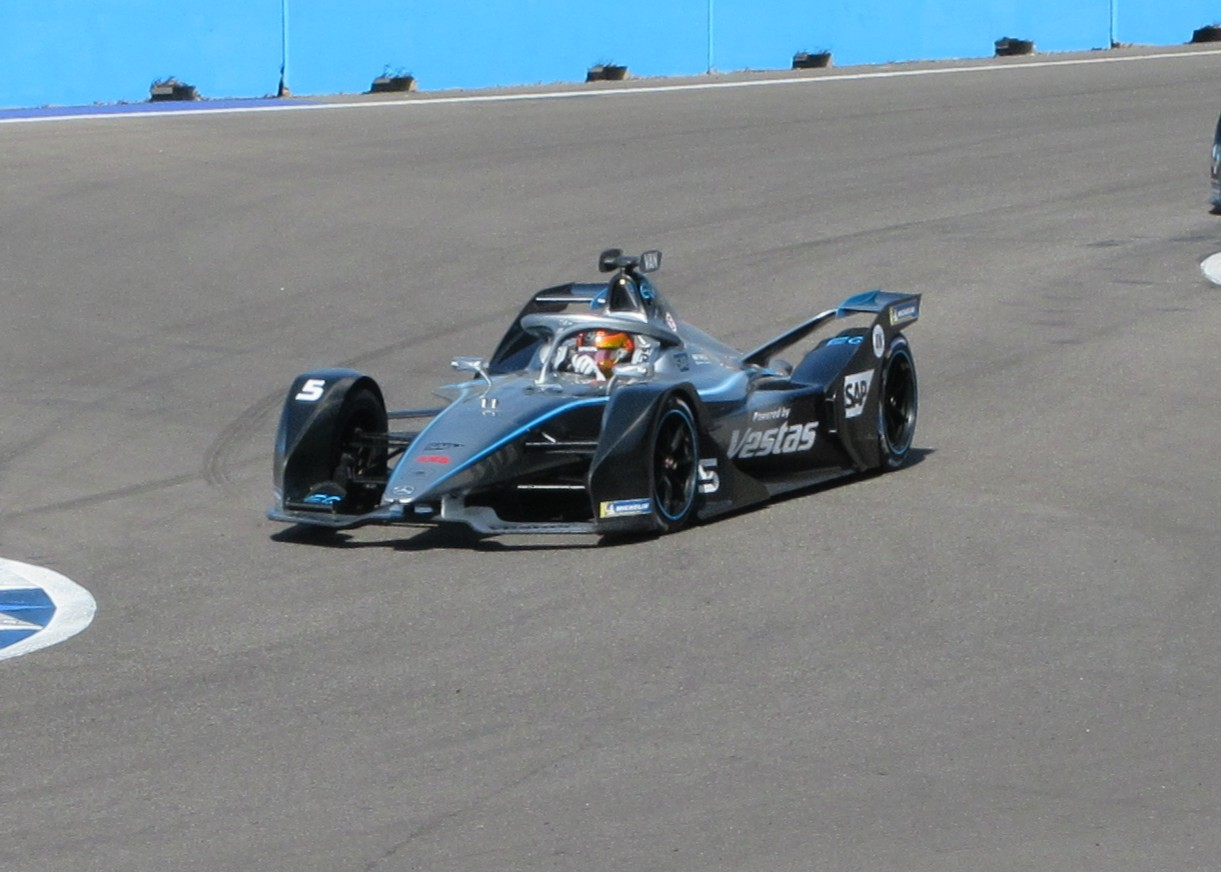
Vandoorne con il team Mercedes

La Mercedes conferma Vandoorne e De Vries come suoi piloti anche per la stagione 2020-2021. Dopo le prime tre gare deludenti, si corre a Roma dove arriva la sua seconda vittoria in Formula E, conquista un altro podio in gara 1 a Valencia. Nelle gare successive non ritrova il podio, negli E-Prix di Monaco e New York è costretto al ritiro. Chiude la stagione con il terzo posto a Berlino, utile al team Mercedes per vincere la classifica a squadre.
Il team Mercedes EQ decide che la stagione 2021-2022 sarà l'ultima nel campionato elettrico, il team tedesco per la sua ultima stagione conferma Vandoorne e Nyck de Vries. Nel primo E-Prix della stagione a Dirʿiyya conquista la pole per poi chiudere secondo in gara dietro De Vries. Dopo un deludente E-Prix di Città del Messico il belga torna in pole per la prima gara dell'E-Prix di Roma. Vandoorne torna alla vittoria nell'E-Prix di Monaco, dopo essere partito quarto. Grazie ad altri due terzi posti nel doppio evento a Berlino e due secondi posti, uno nel E-Prix di New York l'altro nel E-Prix di Londra, il belga consolida la testa della classifica piloti. Il 14 agosto 2022, all'E-Prix di Seoul, nella centesima gara della categoria, Vandoorne conquista il primo titolo iridato grazie ai 23 punti di vantaggio su Mitch Evans.

#### 2022-2024: DS Penske
Dalla nona stagione, con l'arrivo della Gen3 di Formula E il Team Penske si unisce a DS Automobiles, ed sceglie come piloti Vandoorne e Jean-Éric Vergne. La stagione con il nuovo team è deludente, non riesce ad ottenere nessun podio per la prima volta in Formula E.
Vandoorne viene confermato dal team anche per la stagione successiva. Anche in questa stagione il belga non brilla conquistando solo un podio a Monaco chiudendo terzo dietro le due Jaguar TCS Racing. A fine stagione, il pilota belga ufficializza la separazione con il team dopo due stagioni assieme.

#### 2024-presente: Maserati
Poco l'addio alla DS, Vandoorne rimane sempre unito al gruppo Stellantis unendosi al team Maserati MSG Racing. Il belga come compagno di team trova l'ex pilota della NEOM McLaren,  Jake Hughes.

### WEC

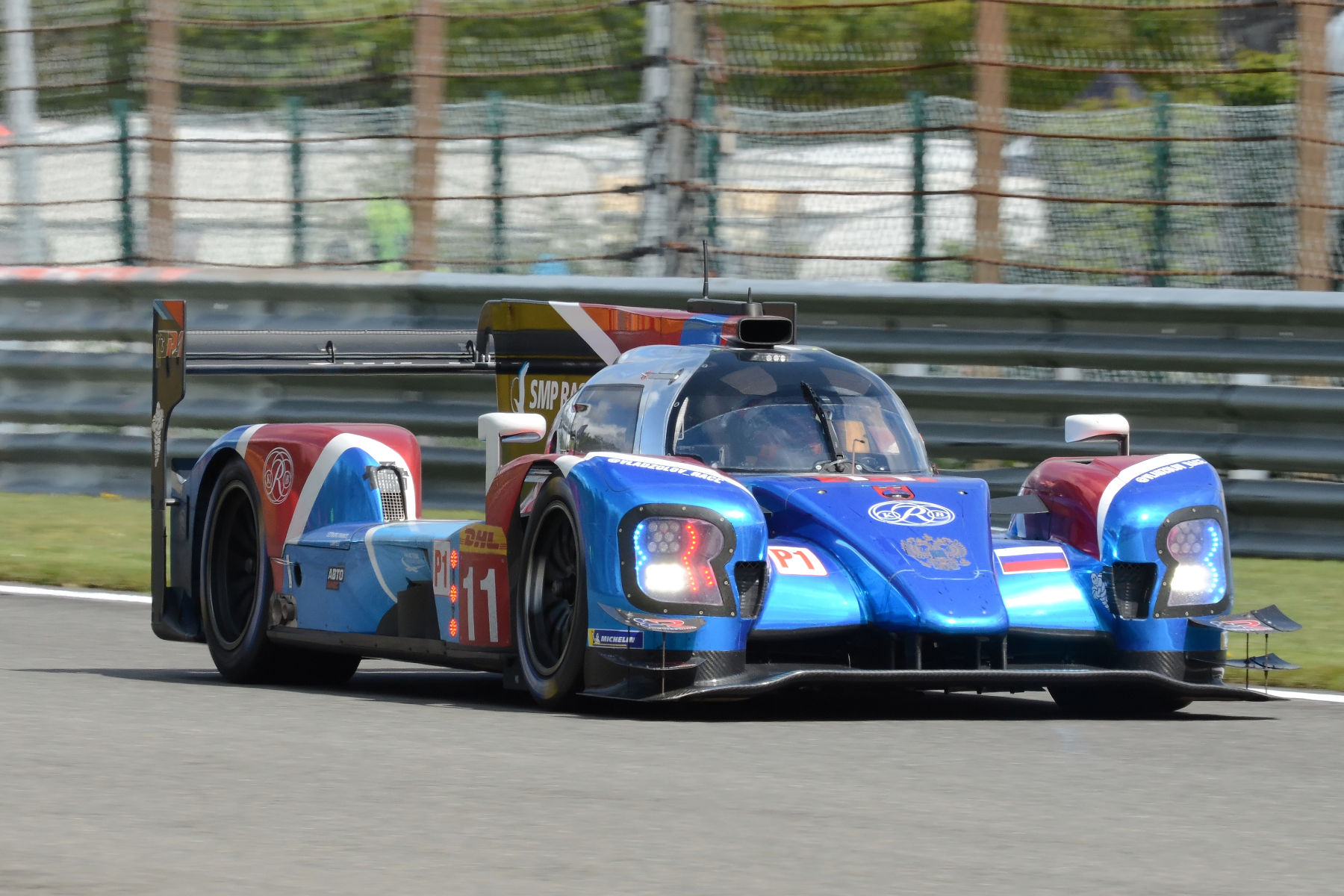
Vandoorne durante la 6 Ore di Spa-Francorchamps nel 2019

Nell'aprile 2019 viene annunciato che Vandoorne gareggerà in due gare del WEC nella stagione 2018-2019 con il team SMP Racing insieme a Vitalij Petrov e Mikhail Aleshin. Nella 6 Ore di Spa-Francorchamps Vandoorne chiude al terzo posto nella classe LMP1. Vandoorne ha guidato il primo stint durante le condizioni meteorologiche di neve, grandine e pioggia. La seconda gara cui prende parte è la 24 Ore di Le Mans dove chiude ancora terzo dietro alle due Toyota.
Nel 2021 torna a correre nel WEC nella categoria LMP2 con il team Jota Sport. Insieme a Sean Gelael e Tom Blomqvist, nella prima gara in Belgio raggiungono il terzo posto, nella seconda in Portogallo conquistano la pole e in gara concludono secondi. Nella 24 Ore di Le Mans 2021 finiscono settimi, secondi nella categoria LMP2, mentre finiscono a podio in entrambe le due gare in Bahrain, chiudendo così secondo nella classifica piloti della classe LMP2.
Nel 2022 oltre l'impegno in Formula E partecipa con il team Meyer Shank Racing alla 12 Ore di Sebring, valida per il Campionato IMSA.

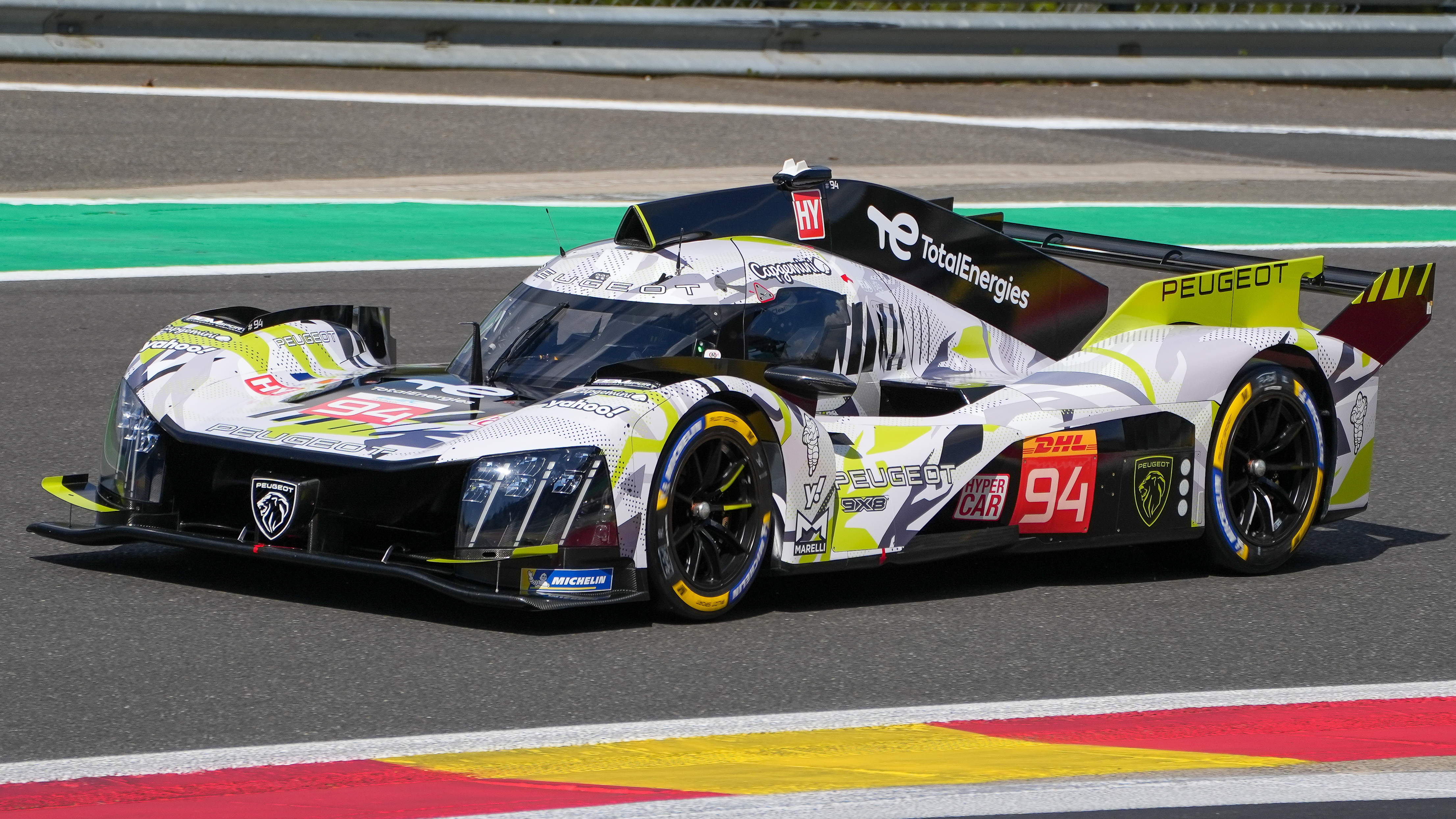
La Peugeot 9X8 di Vandoorne durante la 6 ore di Spa 2024

Vandoorne, nel 2023 viene scelto come collaudatore della Peugeot 9X8 e pilota di riserva per il team Peugeot TotalEnergies. Visto l'infortunio di Nico Müller, il pilota belga viene chiamato per sostituirlo durante la 6 Ore del Fuji a bordo della 9X8. Visto l'addio di Gustavo Menezes, Vandoorne diventa pilota ufficiale della Peugeot per la stagione 2024.

### IndyCar
Nel ottobre del 2021 viene organizzato da Arrow McLaren SP per Vandoorne il suo primo test a guida di una vettura della IndyCar.

## Risultati

### Riassunto della carriera
| Anno    | Serie                                 | Team                                  | Gare                   | Vittorie               | Pole                   | Gpv                    | Podi                   | Punti                  | Pos.                   |
| ------- | ------------------------------------- | ------------------------------------- | ---------------------- | ---------------------- | ---------------------- | ---------------------- | ---------------------- | ---------------------- | ---------------------- |
| 2010    | F4 Eurocup 1.6                        | Autosport Academy                     | 14                     | 6                      | 5                      | 4                      | 3                      | 151                    | 1º                     |
| 2011    | Eurocup Formula Renault 2.0           | KTR                                   | 14                     | 0                      | 0                      | 0                      | 1                      | 93                     | 5º                     |
| 2011    | Formula Renault 2.0 NEC               | KTR                                   | 14                     | 0                      | 2                      | 0                      | 8                      | 328                    | 3º                     |
| 2012    | Eurocup Formula Renault 2.0           | Josef Kaufmann Racing                 | 14                     | 4                      | 6                      | 3                      | 7                      | 244                    | 1º                     |
| 2012    | Formula Renault 2.0 NEC               | Josef Kaufmann Racing                 | 7                      | 5                      | 4                      | 5                      | 1                      | 176                    | 9º                     |
| 2013    | Formula Renault 3.5                   | Fortec Motorsport                     | 17                     | 4                      | 3                      | 2                      | 10                     | 214                    | 2º                     |
| 2014    | GP2 Series                            | ART Grand Prix                        | 22                     | 4                      | 4                      | 3                      | 11                     | 229                    | 2º                     |
| 2014    | Formula 1                             | McLaren                               | Collaudatore           | Collaudatore           | Collaudatore           | Collaudatore           | Collaudatore           | Collaudatore           | Collaudatore           |
| 2015    | GP2 Series                            | ART Grand Prix                        | 21                     | 7                      | 4                      | 7                      | 16                     | 341,5                  | 1º                     |
| 2015    | Formula 1                             | McLaren                               | Collaudatore           | Collaudatore           | Collaudatore           | Collaudatore           | Collaudatore           | Collaudatore           | Collaudatore           |
| 2016    | Super Formula                         | Dandelion Racing                      | 9                      | 2                      | 1                      | 0                      | 3                      | 27                     | 4º                     |
| 2016    | Formula 1                             | McLaren                               | 1                      | 0                      | 0                      | 0                      | 0                      | 1                      | 20º                    |
| 2017    | Formula 1                             | McLaren                               | 19                     | 0                      | 0                      | 0                      | 0                      | 13                     | 16º                    |
| 2018    | Formula 1                             | McLaren                               | 21                     | 0                      | 0                      | 0                      | 0                      | 12                     | 16º                    |
| 2018–19 | Formula E                             | HWA Racelab                           | 13                     | 0                      | 1                      | 0                      | 1                      | 35                     | 16º                    |
| 2018–19 | Campionato del mondo endurance - LMP1 | SMP Racing                            | 2                      | 0                      | 0                      | 0                      | 2                      | 38                     | 11º                    |
| 2019    | 24 Ore di Le Mans - LMP1              | SMP Racing                            | 1                      | 0                      | 0                      | 0                      | 1                      | N/A                    | 3º                     |
| 2019–20 | Formula E                             | Mercedes EQ Formula E Team            | 11                     | 1                      | 1                      | 1                      | 3                      | 87                     | 2º                     |
| 2020    | Formula 1                             | Mercedes-AMG Petronas F1 Team         | Collaudatore           | Collaudatore           | Collaudatore           | Collaudatore           | Collaudatore           | Collaudatore           | Collaudatore           |
| 2020–21 | Formula E                             | Mercedes EQ Formula E Team            | 15                     | 1                      | 3                      | 2                      | 3                      | 82                     | 9º                     |
| 2021    | Campionato del mondo endurance - LMP2 | Jota Sport                            | 4                      | 0                      | 1                      | 1                      | 3                      | 89                     | 1º*                    |
| 2021    | Asian Le Mans Series - LMP2           | Jota Sport                            | 2                      | 0                      | 0                      | 0                      | 1                      | 28                     | 8º                     |
| 2021    | 24 Ore di Le Mans - LMP2              | Jota Sport                            | 1                      | 0                      | 0                      | 0                      | 1                      | N/A                    | 2º                     |
| 2021    | Formula 1                             | Mercedes-AMG Petronas F1 Team         | Collaudatore           | Collaudatore           | Collaudatore           | Collaudatore           | Collaudatore           | Collaudatore           | Collaudatore           |
| 2021    | Formula 1                             | McLaren F1 Team                       | Collaudatore           | Collaudatore           | Collaudatore           | Collaudatore           | Collaudatore           | Collaudatore           | Collaudatore           |
| 2021–22 | Formula E                             | Mercedes EQ Formula E Team            | 16                     | 1                      | 2                      | 1                      | 8                      | 213                    | 1º                     |
| 2022    | Campionato IMSA - DPi                 | Meyer Shank Racing con Curb-Agajanian | 1                      | 0                      | 0                      | 0                      | 0                      | 285                    | 21º                    |
| 2022    | Formula 1                             | Mercedes-AMG Petronas F1 Team         | Collaudatore           | Collaudatore           | Collaudatore           | Collaudatore           | Collaudatore           | Collaudatore           | Collaudatore           |
| 2022–23 | Formula E                             | DS Penske                             | 16                     | 0                      | 1                      | 0                      | 0                      | 56                     | 11°                    |
| 2023    | Campionato del mondo endurance - LMH  | Peugeot TotalEnergies                 | Collaudatore / Riserva | Collaudatore / Riserva | Collaudatore / Riserva | Collaudatore / Riserva | Collaudatore / Riserva | Collaudatore / Riserva | Collaudatore / Riserva |
| 2023-24 | Formula E                             | DS Penske                             | 16                     | 0                      | 0                      | 0                      | 1                      | 63                     | 10°                    |

† Dato che Vandoorne era un pilota ospite, non era idoneo a segnare punti.

* Stagione in corso.

### Formula Renault 3.5 Series
(legenda) (Le gare in grassetto indicano la pole position) (Gare in corsivo indicano Gpv)
| Anno | Team              | 1   | 2   | 3   | 4   | 5   | 6   | 7   | 8   | 9   | 10  | 11  | 12  | 13  | 14  | 15  | 16  | 17  | Punti | Pos. |
| ---- | ----------------- | --- | --- | --- | --- | --- | --- | --- | --- | --- | --- | --- | --- | --- | --- | --- | --- | --- | ----- | ---- |
| 2013 | Fortec Motorsport | MNZ | MNZ | ALC | ALC | MON | SPA | SPA | MSC | MSC | RBR | RBR | HUN | HUN | LEC | LEC | CAT | CAT | 214   | 2º   |
| 2013 | Fortec Motorsport | 1   | 3   | 8   | 3   | 9   | 13  | 1   | 1   | 1   | Rit | Rit | 4   | 2   | 2   | Rit | 3   | 2   | 214   | 2º   |

### GP2 Series
(legenda) (Le gare in grassetto indicano la pole position) (Gare in corsivo indicano Gpv)
| Anno | Team           | 1   | 2   | 3   | 4   | 5   | 6   | 7   | 8   | 9   | 10  | 11  | 12  | 13  | 14  | 15  | 16  | 17  | 18  | 19  | 20  | 21  | 22  | Punti | Pos. |
| ---- | -------------- | --- | --- | --- | --- | --- | --- | --- | --- | --- | --- | --- | --- | --- | --- | --- | --- | --- | --- | --- | --- | --- | --- | ----- | ---- |
| 2014 | ART Grand Prix | BHR | BHR | CAT | CAT | MON | MON | RBR | RBR | SIL | SIL | HOC | HOC | HUN | HUN | SPA | SPA | MNZ | MNZ | SOC | SOC | YMC | YMC | 229   | 2º   |
| 2014 | ART Grand Prix | 1   | 22  | 13  | 10  | 14  | 13  | 2   | 15  | 3   | 9   | 2   | 3   | 7   | 1   | 2   | 6   | 1   | 13  | 5   | 2   | 1   | 5   | 229   | 2º   |
| 2015 | ART Grand Prix | BHR | BHR | CAT | CAT | MON | MON | RBR | RBR | SIL | SIL | HUN | HUN | SPA | SPA | MNZ | MNZ | SOC | SOC | BHR | BHR | YMC | YMC | 341,5 | 1º   |
| 2015 | ART Grand Prix | 1   | 2   | 1   | 2   | 1   | 8   | 1   | 2   | 3   | 9   | 5   | 2   | 1   | 4   | 2   | 3   | 3   | 4   | 1   | 2   | 1   | C   | 341,5 | 1º   |

### Super Formula
| Anno | Squadra                      | Telaio | Motore        | 1     | 2      | 3       | 4     | 5     | 6     | 7     | 8      | 9     | Punti | Posizione |
| ---- | ---------------------------- | ------ | ------------- | ----- | ------ | ------- | ----- | ----- | ----- | ----- | ------ | ----- | ----- | --------- |
| 2016 | Docomo Team Dandelion Racing | SF14   | Honda HR-414E | SUZ 3 | OKA 12 | FUJ Rit | MOT 6 | OKA 1 | OKA 7 | SUG 6 | SUZ 17 | SUZ 1 | 27    | 4º        |

### Formula 1
| 2016 | Scuderia | Vettura |  |    |  |  |  |  |  |  |  |  |  |  |  |  |  |  |  |  |  |  |  |  |  |  | Punti | Pos. |
| ---- | -------- | ------- |  | -- |  |  |  |  |  |  |  |  |  |  |  |  |  |  |  |  |  |  |  |  |  |  | ----- | ---- |
| 2016 | McLaren  | MP4-31  |  | 10 |  |  |  |  |  |  |  |  |  |  |  |  |  |  |  |  |  |  |  |  |  |  | 1     | 20º  |

| 2017 | Scuderia | Vettura |    |     |    |    |     |     |    |    |    |    |    |    |     |   |   |    |    |    |     |    |  |  |  |  | Punti | Pos. |
| ---- | -------- | ------- | -- | --- | -- | -- | --- | --- | -- | -- | -- | -- | -- | -- | --- | - | - | -- | -- | -- | --- | -- |  |  |  |  | ----- | ---- |
| 2017 | McLaren  | MCL32   | 13 | Rit | NP | 14 | Rit | Rit | 14 | 12 | 12 | 11 | 10 | 14 | Rit | 7 | 7 | 14 | 12 | 12 | Rit | 12 |  |  |  |  | 13    | 16º  |

| 2018 | Scuderia | Vettura |   |   |    |   |     |    |    |    |    |    |    |     |    |    |    |    |    |    |   |    |    |  |  |  | Punti | Pos. |
| ---- | -------- | ------- | - | - | -- | - | --- | -- | -- | -- | -- | -- | -- | --- | -- | -- | -- | -- | -- | -- | - | -- | -- |  |  |  | ----- | ---- |
| 2018 | McLaren  | MCL33   | 9 | 8 | 13 | 9 | Rit | 14 | 16 | 12 | 15 | 11 | 13 | Rit | 15 | 12 | 12 | 16 | 15 | 11 | 8 | 15 | 14 |  |  |  | 12    | 16º  |

| Legenda | 1º posto     | 2º posto | 3º posto    | A punti         | Senza punti/Non class.  | Grassetto – Pole position Corsivo – Giro più veloce |
| Legenda | Squalificato | Ritirato | Non partito | Non qualificato | Solo prove/Terzo pilota | Grassetto – Pole position Corsivo – Giro più veloce |

### Campionato del mondo endurance
| Anno    | Squadra       | Classe   | Vettura            | SPA | LMS | SIL | FUJ | SHA | SEB | SPA | LMS | Punti | Pos. |
| ------- | ------------- | -------- | ------------------ | --- | --- | --- | --- | --- | --- | --- | --- | ----- | ---- |
| 2018-19 | SMP Racing    | LMP1     | BR Engineering BR1 |     |     |     |     |     |     | 3   | 3   | 38    | 11º  |
| Anno    | Squadra       | Classe   | Vettura            | SPA | ALG | MON | LMS | BHR | BHR |     |     | Punti | Pos. |
| 2021    | Jota Sport    | LMP2     | Oreca 07           | 3   | 2   | 5   | 2   | 2   | 3   |     |     | 131   | 2º   |
| Anno    | Squadra       | Classe   | Vettura            | SEB | ALG | SPA | LMS | MON | FUJ | BHR |     | Punti | Pos. |
| 2023    | Peugeot Sport | Hypercar | Peugeot 9X8        |     |     |     |     |     | 7   |     |     | 6     | 15°  |
| Anno    | Squadra       | Classe   | Vettura            | QAT | IMO | SPA | LMS | SÃO | COA | FUJ | BHR | Punti | Pos. |
| 2024    | Peugeot Sport | Hypercar | Peugeot 9X8        | 15  | 15  |     | 11  | 16  | Rit | 8   | Rit | 4     | 29°  |
| Anno    | Squadra       | Classe   | Vettura            | QAT | IMO | SPA | LMS | SÃO | COA | FUJ | BHR | Punti | Pos. |
| 2025    | Peugeot Sport | Hypercar | Peugeot 9X8        | 12  | 12  | Rit | 10  |     |     |     |     | 2*    |      |
| Legenda |               |          |                    |     |     |     |     |     |     |     |     |       |      |

* Stagione in corso.

### 24 Ore di Le Mans
| Anno | Classe   | N° | Gomme | Vettura            | Squadra       | Co-piloti                     | Giri | Pos. Assol. | Pos. di Classe |
| ---- | -------- | -- | ----- | ------------------ | ------------- | ----------------------------- | ---- | ----------- | -------------- |
| 2019 | LMP1     | 11 | M     | BR Engineering BR1 | SMP Racing    | Michail Alëšin Vitalij Petrov | 379  | 3º          | 3º             |
| 2021 | LMP2     | 28 | G     | Oreca 07-Gibson    | Jota Sport    | Sean Gelael Tom Blomqvist     | 363  | 7º          | 2º             |
| 2024 | Hypercar | 94 | M     | Peugeot 9X8        | Peugeot Sport | Paul di Resta Loïc Duval      | 309  | 11º         | 11º            |
| 2025 | Hypercar | 94 | M     | Peugeot 9X8        | Peugeot Sport | Malthe Jakobsen Loïc Duval    | 384  | 11º         | 11º            |

### Formula E
| Stagione | Squadra                    | Vettura                                | 1                   | 2            | 3           | 4                                               | 5       | 6        | 7        | 8        | 9       | 10       | 11      | 12     | 13     | 14     | 15     | 16     | Punti | Pos. |
| --- | -------------------------- | -------------------------------------- | ------------------- | ------------ | ----------- | ----------------------------------------------- | ------- | -------- | -------- | -------- | ------- | -------- | ------- | ------ | ------ | ------ | ------ | ------ | ----- | ---- |
| 2018-19 | HWA Racelab                | Spark-Venturi VFE-05                   | DIR 16              | MAR Rit      | SAN Rit     | MEX 18                                          | HKG Rit | SAY Rit  | ROM 3    | PAR Rit  | MON 9   | BER 5    | BRN 10  | NYC 13 | NYC 8  |        |        |        | 35    | 16º  |
| 2019-20 | Mercedes EQ Formula E Team | Spark-Mercedes-Benz EQ Silver Arrow 01 | DIR 3*              | DIR 3*       | SAN 6*      | MEX NC*                                         | MAR 15* | BER 6*   | BER 5*   | BER Rit* | BER 12* | BER 9*   | BER 1*  |        |        |        |        |        | 87    | 2º   |
| 2020-21 | Mercedes EQ Formula E Team | Spark-Mercedes-Benz EQ Silver Arrow 02 | DIR 8*              | DIR 13*      | ROM Rit*    | ROM 1*                                          | VAL 3*  | VAL Rit* | MON Rit* | PUE 7*   | PUE 13* | NYC Rit* | NYC 12* | LON 7  | LON 15 | BER 12 | BER 3* |        | 82    | 9º   |
| 2021-22 | Mercedes EQ Formula E Team | Spark-Mercedes-Benz EQ Silver Arrow 02 | DIR 2               | DIR 7*       | MEX 11*     | ROM 3*                                          | ROM 5*  | MON 1*   | BER 3*   | BER 3*   | GIA 5*  | MAR 8*   | NYC 4*  | NYC 2* | LON 2* | LON 4* | SEO 5* | SEO 2* | 213   | 1º   |
| 2022-23 | DS Penske                  | Spark-E-Tense FE23 Gen3                | MEX 10              | DIR 11       | DIR 11      | HYD 8                                           | CAP 8   | SAP 6    | BER Rit  | BER 8    | MON 9   | GIA 4    | GIA 9   | POR 12 | ROM 11 | ROM 8  | LON 11 | LON 5  | 56    | 11º  |
| 2023-24 | DS Penske                  | Spark-E-Tense FE23 Gen3                | MEX 8               | DIR 14       | DIR 5       | SAP 8                                           | TOK 16  | MIS 8    | MIS Rit  | MON 3    | BER 7   | BER 20   | SHA 9   | SHA 6  | POR 9  | POR 9  | LON 9  | LON 8  | 63    | 10º  |
| 2024-25 | Maserati MSG Racing        | Maserati Tipo Folgore                  | SAP 10              | MEX 7        | JED 10      | JED 6                                           | MIA 14  | MON 9    | MON      | TOK 1    | TOK     | SHA      | SHA     | GIA    | BER    | BER    | LON    | LON    | 18*   |      |
| \| Legenda \| 1º posto \| 2º posto \| 3º posto \| A punti \| Senza punti \| Grassetto=Pole position Corsivo=Giro più veloce \| \| Legenda \| Solo prove/Terzo pilota \| Non qualificato \| Ritirato/Non class. \| Squalificato \| Non partito \| Grassetto=Pole position Corsivo=Giro più veloce \| |                            |                                        |                     |              |             |                                                 |         |          |          |          |         |          |         |        |        |        |        |        |       |      |
| Legenda | 1º posto                   | 2º posto                               | 3º posto            | A punti      | Senza punti | Grassetto=Pole position Corsivo=Giro più veloce |         |          |          |          |         |          |         |        |        |        |        |        |       |      |
| Legenda | Solo prove/Terzo pilota    | Non qualificato                        | Ritirato/Non class. | Squalificato | Non partito | Grassetto=Pole position Corsivo=Giro più veloce |         |          |          |          |         |          |         |        |        |        |        |        |       |      |

- G: Pilota col giro più veloce nel gruppo di qualifica.
- *: Fanboost

### Campionato IMSA WeatherTech SportsCar
(legenda) (Le gare in grassetto indicano la pole position) (Le gare in corsivo indicano Gpv)
| Anno    | Squadra                              | Classe | Vettura      | 1   | 2     | 3   | 4   | 5   | 6   | 7   | 8   | 9   | 10  | Punti | Pos. |
| ------- | ------------------------------------ | ------ | ------------ | --- | ----- | --- | --- | --- | --- | --- | --- | --- | --- | ----- | ---- |
| 2022    | Meyer Shank Racing w/ Curb-Agajanian | DPi    | Acura ARX-05 | DAY | SEB 5 | LBH | LGA | HDO | DET | WGL | MOS | ROA | PET | 285   | 19º  |
| Legenda |                                      |        |              |     |       |     |     |     |     |     |     |     |     |       |      |

* Stagione in corso.